# Larabanga
Larabanga è un centro abitato del Ghana nordoccidentale situato nel distretto municipale di Gonja Ovest nella regione di Savannah circa 120 km a sud est di Tamale e 15 a ovest di Damongo.
A Larabanga si trova la moschea più antica del paese, la moschea di Larabanga edificata in fango è soprannominata "Mecca dell'Africa Occidentale" e risale, secondo la tradizione, al 1421, in essa è custodito un antico Corano manoscritto. 
Vi si trova anche la cosiddetta pietra mistica (Mystic Stone) e, a circa 6 km dal centro abitato, l'ingresso per il Mole National Park.

## Storia
La storia di Larabanga è in gran parte sconosciuta, o nota solo attraverso i racconti semi-leggendari tramandati dalla popolazione locale. Secondo tali tradizioni, la città fu fondata fra l'XI e il XIV secolo.
L'incrocio tra la tradizione orale e dati storici fa risalire la fondazione al XVII secolo ad opera dell'imam Yidan Braimah (oggi spesso chiamato più informalmente "Ibrahim"), un Kamara giunto in Ghana da Medina su richiesta di Ndewura Jakpa (1596 - 1635), re del popolo Gonja, che desiderava una guida spirituale per le proprie conquiste. Con l'assistenza di Ibrahim, Ndewura riuscì a far capitolare Kango, un'antica città nell'odierna Costa d'Avorio, che da tempo si opponeva ai suoi eserciti. Di questa vicenda è rimasta traccia nel saluto che ancora oggi i Gonja rivolgono ai Kamara, kongote, che significa "Kango è finita".
Come ricompensa per l'aiuto ottenuto, Ndewura concesse a Ibrahim di insediarsi dove preferiva nel regno. Ibrahim si recò presso la pietra mistica, una roccia a cui la popolazione locale attribuiva un grande potere spirituale. Qui Ibrahim scagliò la propria lancia nel cielo, dichiarando che avrebbe costruito la propria casa dove la lancia fosse caduta. La lancia cadde in una pianura fertile chiamata all'epoca Zuriyir, che era disabitata, in corrispondenza dell'attuale collocazione della moschea. Il terreno su cui sorge la moschea viene chiamato ancora oggi yirikpani, "il punto dove atterrò la lancia".
In seguito, Ibrahim decise che una comunità aveva bisogno di una copia del Corano, e si recò alla pietra mistica a pregare. A quell'epoca esistevano solo sette manoscritti del Corano, tutti conservati alla Mecca. Le preghiere di Ibrahim ebbero successo e uno dei sette manoscritti cadde dal cielo a Larabanga.

## La moschea
Costruita nel periodo di massima fioritura delle vie commerciali trans-sahariane, la moschea di Larabanga rappresenta uno degli esempi più noti di architettura del Sahel. A causa dell'elevata deperibilità dei materiali, la moschea viene restaurata ogni anno dopo la stagione delle piogge. All'interno è conservata una copia del Corano di poco più recente dell'edificio. Secondo la tradizione, il Corano di Larabanga sarebbe uno dei sette Corani originali della Mecca, e sarebbe giunto miracolosamente a Larabanga dal cielo. Ogni anno la moschea richiama numerosi pellegrini da gran parte dell'Africa occidentale.

## La pietra mistica
La pietra mistica è una grossa roccia situata nei pressi del centro di Larabanga. Oggi la pietra viene associata soprattutto alla leggenda sulla provenienza del Corano conservato nella moschea, ma la roccia era già considerata miracolosa prima dell'avvento di Ibrahim e molti sono i miti che la riguardano. Fra i racconti più recenti riguardanti la pietra, uno risale agli anni cinquanta, all'epoca della costruzione della strada fra Tamale e Wa: si dice infatti che la pietra fosse rimossa ogni giorno dai bulldozer e che tornasse sempre nottetempo al suo posto, tanto che alla fine il progetto della strada fu modificato per girarle intorno.